# 定新彝族苗族乡
定新彝族苗族乡是中华人民共和国贵州省毕节市黔西市下辖的一个民族乡。

## 行政区划
定新彝族苗族乡下辖以下村级行政区划单位：
定新社区、群星村、新海村、元田村、英雄村、马骖村、新村、庄子村、新山村、三好村、堡堡寨村、安乐村和青杠村。